# Орудовка
Орудовка (в верховье Туровка) — река в России, протекает по Сандовскому району Тверской области. Устье реки находится в 60 км по левому берегу реки Ратыни. Длина реки составляет 10 км.
Слева в Туровку впадает Масловка у деревни Квашонки.
Река протекает по территории Соболинского сельского поселения и по территории городского поселения посёлок Сандово. Высота устья — 143,0 м над уровнем моря.

## Плотина в Сандово
В черте посёлка Сандово река в 1960-е годы была перегорожена плотиной, образовавшийся водоём используется для водохозяйственных целей и отдыха (купания) жителей посёлка. Первая плотина, построенная с участием сандовчан, безвозмездно работавших на субботниках, была введена в действие 23 мая 1962 года. В 1979 году исполкомом Сандовского поселкового совета в связи со строительством новой плотины и повышением уровня воды произведена отрезка земельных участков вдоль реки по улицам Речная и Комсомольская. В 2011 году плотина перешла из бесхозяйного состояния в муниципальную собственность, а летом 2013 года произведен ремонт плотины. В Сандовском районе действует общественная комиссия по надзору за состоянием ГТС, рабочие группы по контролю над несанкционированным складированием мусора на берегах реки и по зарыбливанию водоёма.

## Данные водного реестра
По данным государственного водного реестра России относится к Верхневолжскому бассейновому округу, водохозяйственный участок реки — Молога от истока и до устья, речной подбассейн реки — Реки бассейна Рыбинского водохранилища. Речной бассейн реки — (Верхняя) Волга до Куйбышевского водохранилища (без бассейна Оки).
Код объекта в государственном водном реестре — 08010200112110000006115.